# Kappa Fornacis
Kappa Fornacis (23 Fornacis) é uma estrela na direção da constelação de Fornax. Possui uma ascensão reta de 02h 22m 32.42s e uma declinação de −23° 48′ 58.7″. Sua magnitude aparente é igual a 5.19. Considerando sua distância de 71 anos-luz em relação à Terra, sua magnitude absoluta é igual a 3.48. Pertence à classe espectral G2V.